# Коле ди Саса (Л'Аквила)
Коле ди Саса (итал. Colle di Sassa) је насеље у Италији у округу Л'Аквила, региону Абруцо.
Према процени из 2011. у насељу је живело 224 становника. Насеље се налази на надморској висини од 783 м.